# Heinrich Göppert
Johann Heinrich Robert Göppert, född 25 juli 1800 i Sprottau i Nedre Schlesien, död 18 maj 1884 i Breslau, var en tysk botaniker och paleontolog. Auktorsnamnet Göpp. kan användas för Heinrich Göppert i samband med ett vetenskapligt namn inom botaniken; se Wikipediaartiklar som länkar till auktorsnamnet.

## Biografi
Göppert blev 1827 docent, 1831 extra ordinarie och 1839 ordinarie professor i medicin och botanik vid universitetet i Breslau. Han var en produktiv författare inom en rad områden; hans botaniska och paleobotaniska arbeten och uppsatser, som överstiger 200, rör sig om beskrivande botanik, växternas anatomi, morfologi och fysiologi, botaniska trädgårdar, uppkomsten av stenkol, processerna vid växters förstening, den inre strukturen av stenvandlade stammar med mera, varjämte han beskrev en stor mängd fossila växter från olika formationer samt utgav några uppsatser i medicin. Han tilldelades Murchisonmedaljen 1883.

## Skrifter
Heinrich Göpperts paleobotaniska arbeten är de mest omfattande, och bland dem kan särskilt nämnas Die fossilen Farrnkräuter (1836), Die Gattungen der fossilen Pflanzen (1841-42), den botaniska delen av Georg Carl Berendts arbete Die im Bernstein befindlichen organischen Reste der Vorwelt (1845), Ueber die Entstehung der Steinkohlen (1848, prisbelönad skrift), Monographie der fossilen Coniferen (1850; en med dubbla priset belönad tävlingsskrift) och Die fossile Flora der permischen Formation (1864-66). Hans många övriga paleobotaniska arbeten behandlar fossila växter från silurformationen till den tertiära. Hans material hämtades även utanför Europa, från Asien (Sibirien, Persien och Java).